# Василий Леонтиев
Василий Леонтиев (на руски: Василий Васильевич Леонтьев; 5 август 1905 – 5 февруари 1999) е един от най-бележитите американски икономисти (произхожда от руско еврейско семейство). Печели наградата за икономика на шведската централна банка на името на Алфред Нобел през 1973 г. за развитието на метода „разходи – готова продукция“ и приложението му в изследванията на важни икономически проблеми.
Завършва Ленинградския университет и Хумболтовия университет на Берлин. Преподава икономика в Нюйоркския университет и в Харвардския университет.
Умира на 5 февруари 1999 г. в Ню Йорк, САЩ.